# Helena (mitologija)
Helena (grč. Ἑλένη, Helénē) u grčkoj mitologiji bila je žena spartanskog kralja Menelaja, Zeusova i Ledina kći; smatrana najljepšom ženom onog doba. Oteo ju je Paris, sin trojanskog kralja, i tako započeo Trojanski rat.

## Etimologija
Helenino ime praindoeuropskog je porijekla. Moguće je da potječe od *wel- = "okrenuti", "pokriti", "zatvoriti" ili od *sel- = "teći", "trčati". Potonja bi mogućnost mogla biti paralela za vedsku Saraṇyū koja je također bila oteta. Ime je pučkom etimologijom povezivano s Helenima.

## Mitologija

### Rođenje
Prema mitu, Leda je rodila Helenu i Polideuka (Poluksa) Zeusu istodobno noseći Kastora i Klitemnestru, djecu svoga muža Tindareja, spartanskog kralja. Zeus je poprimio obličje labuda i spavao s Ledom iste noći kad i njezin muž. U drugoj inačici mita, izlegla je dva jaja iz kojih su izašla djeca.
Drugi mit o Heleninu podrijetlu govori da je Nemezidina kći. Nju je dok je bila u obličju guske silovao Zeus u obličju labuda. Nemezida je izlegla plavo i srebrno jaje, a ona su nekako došla u Ledino posjedovanje. Kad su se jaja izlegla, rodila se Helena, a Leda ju je odgojila kao da je njezina kći.
Još jedna inačica potonjeg mita govori da je Nemezida bila u ljudskome obliku. Afrodita je bila u obličju orla i slijedila Zeusa koji je bio u obličju labuda. Zeus je potražio zaštitu u Nemezidinim rukama. Kad je ona zaspala, Zeus ju je silovao, a ona je poslije izlegla jaja te se mit nastavlja kao i prethodni.
U Katalogu žena, djelu koje se smatra da ga je napisao Heziod, govori se da je Helena bila kći neimenovane Okeanide, kćeri boga Okeana, koju je obljubio Zeus.

### Brak s Menelajem
Tezej i Pirit zavjetovali su se da će oženiti Zeusove kćeri, a Tezej je izabrao Helenu. On i Pirit oteli su je i zadržali sve dok nije bila dovoljno zrela za udaju. Pirit je izabrao Perzefonu, Hadovu ženu. S Tezejovom majkom, Etrom, otišli su u Had oteti Perzefonu. Had se pravio gostoljubiv, ali čim su sjeli za gozbeni stol, zmije su ih prikovale za mjesta. Helenu su spasila njezina braća, Kastor i Polideuk i vratila je u Spartu.
Kad je došlo vrijeme za Heleninu udaju, mnogi su prosci došli po njezinu ruku iz cijeloga svijeta. Među proscima bili su Odisej, Menest, Ajant, Patroklo, Idomen, ali favorit je bio Menelaj, koji nije došao osobno - predstavljao ga je njegov brat Agamemnon. Helenin otac Tindarej nije znao kako će otpraviti preostale prosce, a da ne započne svađu. Odisej je obećao da će on to riješiti ako ga zauzvrat podrži u njegovu udvaranju Penelopi. Tindarej se složio, a Odisej je rekao da svi prosci moraju položiti zakletvu da će prihvatiti i poslije braniti izabranog muža. Na posljetku se Helena udala za Menelaja. Nakon Tindarejeve smrti, Menelaj je postao kralj Sparte, jer Tindarejevi sinovi Kastor i Polideuk bili su već mrtvi i uzneseni na Olimp.

### Otmica
Nekoliko godina poslije, Paris, trojanski princ, došao je u Spartu da bi oženio Helenu. Afrodita mu ju je obećala nakon što ju je proglasio najljepšom među božicama, što je izazvalo bijes Here i Atene. Helena se zaljubila u Parisa i svojevoljno napustila Menelaja i njihovu devetogodišnju kćer Hermionu.
Brojni izvori opisuju različite odnose između Helene i Parisa. Neki tvrde da su se jako voljeli (možda pod utjecajem Afrodite). Drugi pak tvrde da nije svojevoljno napustila Troju, a treći da je bila okrutna i sebična žena koja je nosila katastrofu te da ga je mrzila. 
Novu je inačicu iskoristio i Euripid u svojoj drami Helena. U njoj se Hermes zaljubio u prekrasnu Helenu koja je cijeli rat provela u Egiptu, a ne u Troji.
Slično prethodnoj inačici, Helena, prema Herodotu nikad nije stigla u Troju. Paris je bio prisiljen stati u Egiptu na putu kući. Dok je bila tamo, njegove su sluge rekle Egipćanima da je oteo Menelajevu ženu, a oni su ga odbili ugostiti i rekli mu da ima tri dana da ode.
Herodot također tvrdi da je Homer bio svjestan te priče, ali odlučio ju je ignorirati zbog pjesničkih razloga. Herodot također govori da su na početku rata Trojanci rekli Grcima da nemaju Helenu, ali oni im nisu vjerovali sve dok nisu uništili grad. Potom je Menelaj otišao u Egipat po Helenu.

### Trojanski rat
Kad je Menelaj doznao da mu žena nedostaje, pozvao je bivše Helenine prosce da ispune danu zakletvu. Tako je započeo Trojanski rat u kojem su sudjelovali svi Grci, bilo na Menelajevoj, bilo na strani Trojanaca.
Poslije je Filoktet ubio Parisa. Nakon što je Paris umro, njegova braća Helen i Difob svađali su se oko toga tko će je oženiti. Pobijedio je Difob i oženio Helenu. Na posljetku ga je ubio Menelaj.
Menelaj je zahtijevao da samo on može ubiti svoju nevjernu ženu. Kad je podigao mač da to učini, njezina ga je ljepota očarala te je ispustio mač i odveo je na sigurnost u grčke brodove.
Helena se potom vratila u Spartu gdje je sretno živjela s Menelajem. Tamo ju je u Homerovoj Odiseji susreo i Telemah.
U drugim je pak inačicama Helena bila tiha i puna tuge nakon povratka u Spartu, uglavnom zbog Parisove smrti. Više nije mogla voljeti Menelaja kao nekoć, a on nije mogao voljeti nju zbog onoga što je učinila.

### Helenina smrt
Prema Pauzaniju, nakon Menelajeve smrti, njegovi su je sinovi Megapent i Nikostrat prognali iz Sparte. Otišla je na otok Rod tražiti pomoć od Polukse, Tlepolemove udovice. Tlepolem se borio i poginuo u Troji, a ubio ga je likijski vođa Sarpedon. Poluksa se pretvarala da je Helenina prijateljica, ali uz pomoć svojih sluškinja objesila ju je o drvo i tako osvetila smrt svoga muža.
Prema drugoj inačici koju je iskoristio i Euripid u svome Orestu, Helena je bila uznesena na Olimp odmah nakon Menelajeva povratka.
Apolodor govori da su, nakon svoje smrti, Helena i Menelaj pokopani, a Hera je Menelaja učinila besmrtnim jer je bio Zeusov zet. Oboje su potom živjeli u Eliziju.
Jedna inačica mita kaže da je ju poslije svoje smrti u Hadu oženio Ahilej umjesto Medeje.

## Vanjske poveznice
- Helena u grčkoj mitologiji (engl.)